# 펠리시아 (다크스토커즈)
펠리시아(Felicia, フェリシア)는 캡콤의 격투 게임 시리즈 《다크스토커즈》에 등장하는 가상의 인물이자 주인공이다. 수도원에 자란 미국 출신의 고양이족 격투가이다.  1994년작 《다크스토커즈: 더 나이트 워리어즈》에 처음 등장해 이후 후속작, 관련 매체를 포함해 타 캡콤 게임에 등장했다.

## 등장

### 비디오 게임
펠리시아는 카톨릭 수녀 로즈의 보호 아래서 자란 고아로, 로즈의 사망 후 스타가 되기 위해 집을 떠났다.
《다크스토커즈》 시리즈 이외에 펠리시아는 플레이 가능 캐릭터로서 크로스오버 비디오 게임 다수에 출연했는데, 그 예로 《마블 vs. 캡콤》, 《캡콤 파이팅 잼》, 《크로스 엣지》, 《슈퍼 퍼즐 파이터 II 터보》, 《포켓 파이터》, 《프로젝트 크로스 존 2》, 《정상결전 최강 파이터즈 SNK vs. 캡콤》과 《퍼즐 스피리츠》가 있다.

## 여파

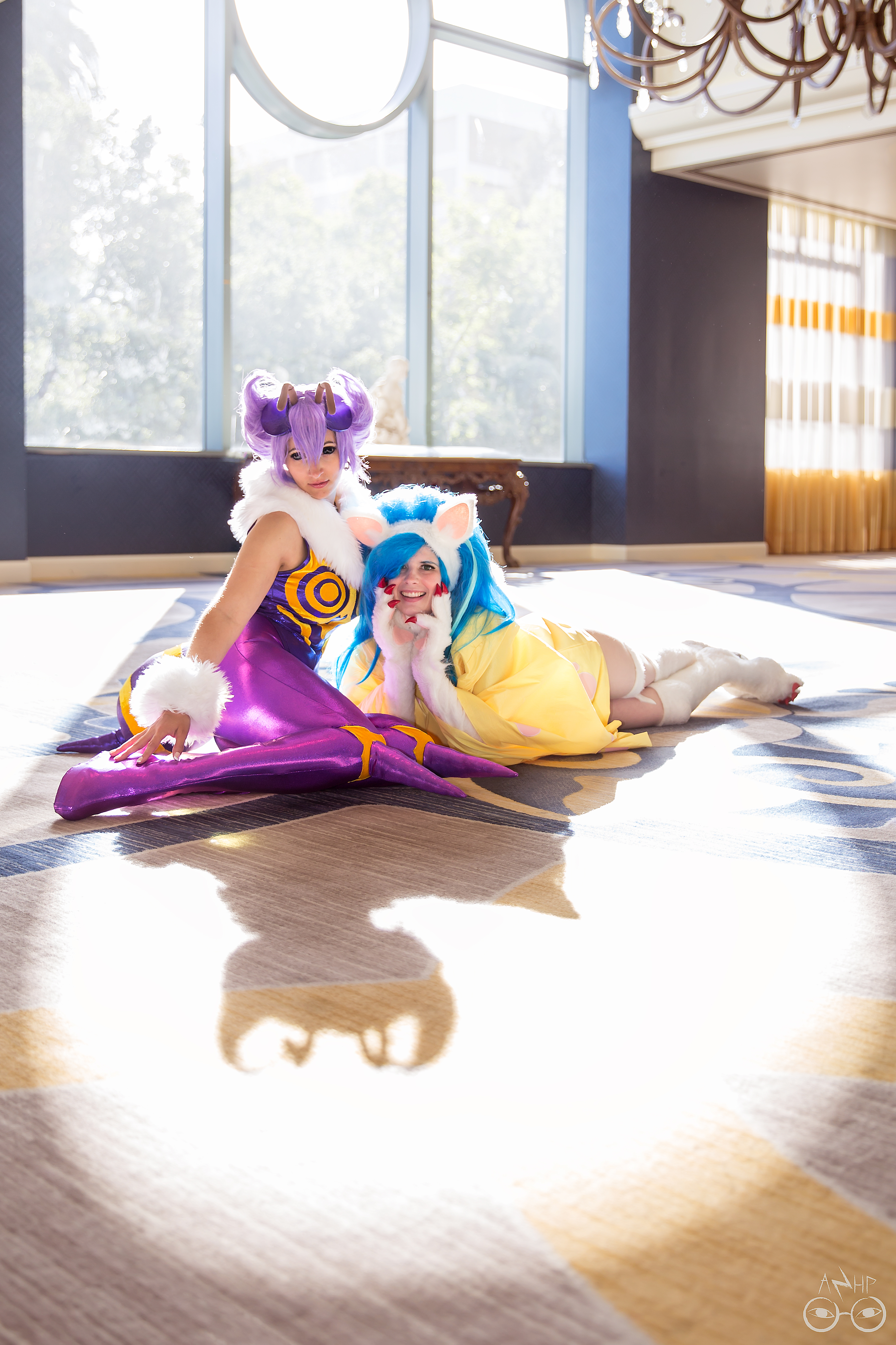
2014년 캘리포니아 파니메콘에서의 퀸 비와 펠리시아 코스플레이어.

펠리시아는 코스프레에서 인기있는 캐릭터로 꼽힌다.